# Metrolink (miền nam California)

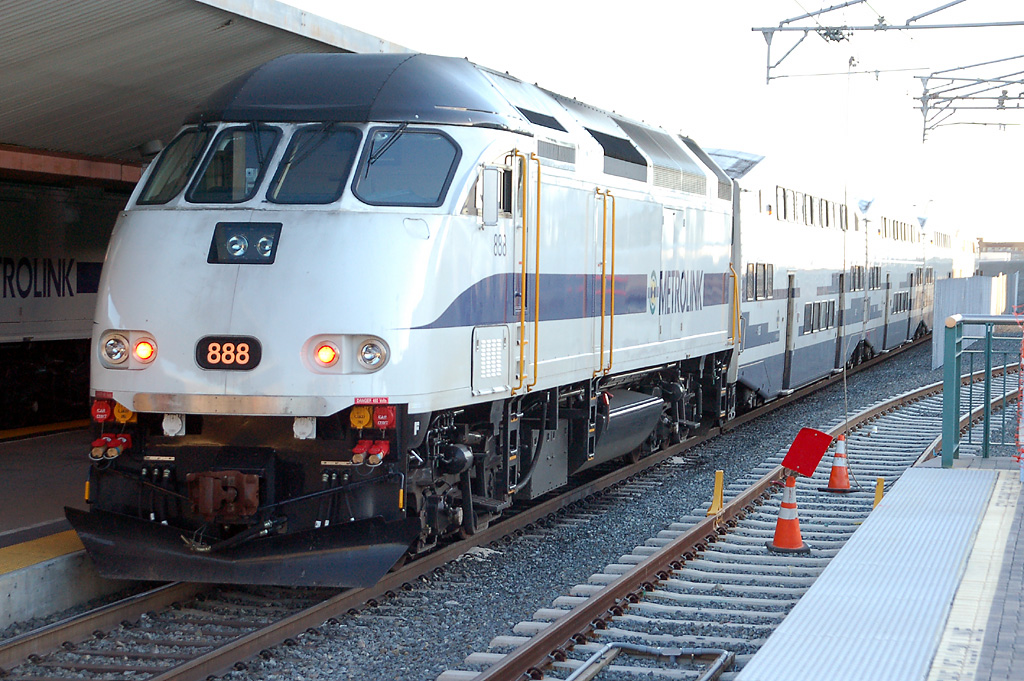
Một đoàn tàu Metrolink 888 đang đỗ tại nhà ga

Tàu cao tốc Metrolink là một hãng tàu cao tốc công cộng có trụ sở tại California, Hoa Kỳ. Hãng tàu được thành lập năm 1991 với công suất hàng triệu hành khách mỗi ngày. Tàu Metrolink hoạt động trong các khu vực: Los Angeles, Ventura, San Bernardino, Riverside, Cam và San Diego.

## Các điểm dừng của các dòng tàu
Là một tuyến đường sắt chủ yếu dùng để phục vụ vùng ngoại ô Los Angeles để tiếp giáp với khu vực chính, tăng khả năng hoạt động tại trung tâm thành phố. Hệ thống tàu Metrolink phục vụ rất nhiều điểm đến, bao gồm: Trung tâm thành phố Los Angeles, sân bay Bob Hope, trường Đại học California, sân vận động Algel... Những dịch vụ đặc biệt hơn được mở rộng tại nhiều địa điểm quan trọng của thành phố Los Angeles.
| Loại tàu             | Số hiệu tàu | Điểm dừng chính                   | Thời gian hoạt động | Lộ trình tuyến                                                                        |
| -------------------- | ----------- | --------------------------------- | ------------------- | ------------------------------------------------------------------------------------- |
| 91 Line              | 700         | Los Angeles – San Bernardino      | Các ngày trong tuần | Đi về từ hướng đông nam từ ga Union, chạy theo hướng đông dọc theo Riverside Freeway. |
| Antelope Valley Line | 200         | Los Angeles - Lancaster Lancaster | Hàng ngày           |                                                                                       |